# スリープ・ダート
『スリープ・ダート 』(Sleep Dirt) は、1979年にフランク・ザッパ名義でリリースされたアルバムである。ワーナー・ブラザースがザッパの明確な許可を受けずにリリースした。『ホット・ラッツIII』 (Hot Rats III) の別名でも知られる。ビルボード・ポップ・アルバム・チャートでは175位に達した。

## 背景
『スリープ・ダート』は、1977年頃にザッパが自分のレコード会社のディスクリート・レコードの配給元であるワーナー・ブラザースとの契約を満了するために渡した4枚のアルバムのうちの1枚である。ワーナーは、アルバムのリリース権についてザッパと結んだ契約を盾に支払いを拒否した。そこでザッパはワーナーを告訴すると同時に、これら4枚のアルバムを幾つかの新たな素材と共に4枚組アルバム『レザー』へとフォーマットし直して、新たに契約を交わしたマーキュリー／フォノグラムによるテスト・プレスに入った。しかし4枚のアルバムのマスター・テープを持っていたワーナーは、これらのアルバムが『レザー』と形を変えて他社から発売されることがないように、これらのリリース権は自社が保持していると主張して法的措置をほのめかしたので、ザッパの計画は頓挫して『レザー』は幻の作品となった。
1979年、ワーナーは『ザッパ・イン・ニューヨーク』、『スタジオ・タン』、『オーケストラル・フェイヴァリッツ』、そして本作の計4作をザッパの明確な許可なく発表した。ザッパは『ザッパ・イン・ニューヨーク』以外のアルバムの発表には一切関与せずジャケットの制作などについても発言権をもたなかったため、この3枚のアルバムのオリジナルLPにはミュージシャンのクレジットさえ無かった。

## 内容
本作のオリジナルのLPの収録曲は全てインストゥルメンタだった。このうち「フラムベイ」「スパイダー・オブ・デスティニー」「タイム・イズ・マニー」の3曲は、ザッパが1972年の夏に書いたが未完成に終わったSFミュージカル『ハンチェントット』（Hunchentot）のための楽曲だった。彼は当初これらの曲をヴォーカル入りのものとするつもりであったので、1991年のCD化の際に、これら3曲にタナ・ハリスのヴォーカルとチャド・ワッカーマンのドラムスをオーヴァーダビングした。これらの曲のオリジナル・インストゥルメンタル・ヴァージョンは遺族が1996年に発表した『レザー』に収録されたが、「フラムベイ」は短縮版に編集されており、長尺版は元のLPにしか含まれていない。
1991年に発表されたCDのジャケットは、オリジナルLPのジャケットと同じイラストにミュージシャンのクレジットが加えられたものだった。明記されてはいないが、ジャケットに描かれた奇妙な生物は東宝映画『ゴジラ対ヘドラ』（1971年）などに登場する怪獣ヘドラである。楽曲「チープニス」や、次男アーメットのミドルネームが怪獣ラドンの海外での名前と同じ"Rodan"（ロダーン）であることから知られるように、ザッパは日本の怪獣映画のファンだった。

## 収録曲
作詞・作曲はいずれもフランク・ザッパによる。
1. フィルシー・ハビッツ ("Filthy Habits") - 7:33
2. フラムベイ ("Flambay") - 4:54
3. スパイダー・オブ・デスティニー ("Spider of Destiny") - 2:33
4. レジプシャン・ストラット ("Regyptian Strut") - 4:13
5. タイム・イズ・マニー ("Time Is Money") - 2:48
6. スリープ・ダート ("Sleep Dirt") - 3:21
7. ジ・オーシャン・イズ・ジ・アルティミト・ソリューション ("The Ocean Is the Ultimate Solution") - 13:18

## 参加メンバー
- フランク・ザッパ - ギター、パーカッション、アレンジャー、キーボード、 ヴォーカル
- テリー・ボジオ - ドラム
- ジョージ・デューク - キーボード、 ヴォーカル
- ブルース・ファウラー - 金管楽器
- パトリック・オハーン - ベース
- デイヴ・パーラート - ベース
- チェスター・トンプソン - ドラム
- ルース・アンダーウッド - パーカッション、キーボード
- ジェイムズ・ユーマン - ベース、ギター
- タナ・ハリス - ヴォーカル（CDリミックス）
- チャド・ワッカーマン - ドラム・オーヴァーダビング（CDリミックス）

### 製作
- フランク・ザッパ - プロデューサー
- スティーヴン・マルカッセン - マスタリング、イコライゼーション
- ゲイリー・パンター - アート・ディレクター
- ボブ・ストーン - マスタリング、リマスタリング、イコライゼーション

## チャート
アルバム
- 1979年 - ビルボード・ポップ・アルバム…175位